# Revue internationale des études du développement
 (septembre 2023).
Si vous disposez d'ouvrages ou d'articles de référence ou si vous connaissez des sites web de qualité traitant du thème abordé ici, merci de compléter l'article en donnant les références utiles à sa vérifiabilité et en les liant à la section « Notes et références ».
La Revue internationale des études du développement est une revue française produite par l'Institut d'Études du Développement de la Sorbonne (IEDES) de l'Université Paris 1, et publiée par les Éditions de la Sorbonne. 
Elle publie les résultats des recherches sur le développement économique et social sous forme de dossiers thématiques ou d'articles divers. Au travers d'approches théoriques et d'études de cas, la revue propose un lieu de débat sur les questions du développement. Elle se veut pluridisciplinaire et internationale. C'est devenu un outil essentiel de réflexion et d'analyse grâce à ces articles d'économie, de sociologie, d'anthropologie, d'agronomie, d'urbanisme, etc.

## Histoire
Henri Laugier, Gaston Berger, François Gazier et Michel Debeauvais ont créé la Revue Tiers Monde en 1960, deux ans après la naissance de l'IEDES. Le directeur de cet institut : François Perroux a su insuffler une dynamique décisive à la revue. En 2014, la revue avait publié 220 numéros et près de 50 000 pages, sans compter les nombreux livres auxquels elle a accordé son label.
Depuis le début, la revue a toujours été très liée à l'IEDES. Selon Guy Caire (ancien membre du comité de rédaction), elle est «le produit phare et en même temps l'enseigne d'appel de l'IEDES » (2007).
L'histoire de la Revue Tiers Monde suit les évolutions de la pensée économique. On peut distinguer cinq périodes dominantes. Dans les années 1960, la revue s'inscrit dans l'époque keynésienne et développementaliste. Dans les années 1970, elle devient dépendantiste radicale. Puis en 1980-90, elle se positionne contre le consensus de Washington, elle s'intéresse alors au développement durable et reconsidère le concept de développement. À la fin des années 1990, on voit émerger les concepts de lutte contre la pauvreté et de gouvernance qui s'imposent au monde entier. La revue s'investit dans de nouveaux objets ou thèmes pluridisciplinaires comme la corruption, la décentralisation, le genre et le développement, etc. En 2007 elle fête ses 50 ans d'existence. Enfin, depuis 2008 et la crise des subprimes, la revue se concentre sur les crises, les conflits autour de sujets comme le genre, la démocratie locale, les migrations, etc. Elle publie des articles d'Amartya Sen qui est prix Nobel. Elle élargit enfin son champ d'étude à des pays et régions en marge du tiers monde comme la Turquie ou l'Asie Centrale.  En janvier 2017, elle prend le nom de Revue internationale des études du développement et rejoint les Edition de la Sorbonne. Depuis 2020, la directrice de publication est Charlotte Guénard et les rédacteurs en chef sont: Isaline Bergamaschi, Pierre Janin, et Jean-Michel Wachsberger.

## Ligne éditoriale
La revue est une revue pluridisciplinaire éditée en France accueillant les débats sur le développement. Elle présente des travaux originaux – en français, en anglais et en espagnol – s’inscrivant dans l’état de l’art des sujets traités et fondés sur des terrains, des données ou des archives explicites, répondant à des questions de recherche. Les discussions théoriques approfondies y ont également leur place.

### Contexte
La revue fut créée à l’initiative d’universitaires engagés qui analysaient les trajectoires des pays nouvellement indépendants dans une géopolitique « située » . Si le XXIe siècle a renouvelé les problématiques du développement, la revue reste fidèle à une attention particulière portée aux diversités des rapports de force entre acteurs, aux logiques, aux intérêts et aux pratiques différenciées parfois concurrentielles et ce sont aujourd’hui les transformations du monde qu’elle s’emploie à explorer et à comprendre en convoquant l’ensemble des sciences humaines.

### Public
La revue vise les chercheurs, les étudiants, les praticiens et les décideurs. Le caractère scientifique mais accessible et la variété des sujets traités visent également à assurer le pont entre la recherche et un public plus large pour intéresser l’ensemble de son lectorat aux grandes évolutions et questions qui touchent le Sud, et le monde plus largement, à partir d’analyses rigoureuses.

### Approches
Les approches proposées peuvent être aussi bien pointues et circonscrites – dans le temps et l’espace – que globales et prospectives des dynamiques économiques, sociales, et politiques et à l'œuvre sur une diversité de terrains et de contextes de tous continents. Y est tout particulièrement invitée une pensée de la complexité des processus de changement économique, sociopolitique et culturel induits par la mondialisation et/ou par des processus endogènes sur les sociétés et les territoires locaux. Il est important d’intégrer des problématiques transnationales, d’internationalisation entre les Suds et les Nords et les Suds entre eux, si cela est pertinent.

### Méthodologie
La dimension critique et notamment une réflexion distanciée du « développement » sont encouragées. Appréhender la complexité des processus placés sous ce terme implique de prendre à la fois en considération la pluralité des déterminants, l’hétérogénéité des contextes et la diversité des acteurs. De ce fait, les recherches publiées sont, de manière non exclusive, qualitatives et/ou quantitatives ; elles abordent différentes échelles spatiales et temporelles d’analyse et couvrent plusieurs aires géographiques
La variété de thèmes, de perspectives disciplinaires et d’aires géographiques permet à des positionnements théoriques contrastés de cohabiter dans la revue. Le but est de stimuler le croisement d’idées, de suggérer des pistes pour les futures recherches et d’alimenter les débats sur les changements économiques, les pratiques politiques et l’action sociale.

### Procédures
L’évaluation en double aveugle des articles par des spécialistes assure la qualité scientifique des textes proposés sans préjuger de l’approche. Les responsables des dossiers thématiques assurent à la fois la cohérence des dossiers et la pluralité de points de vue, dans la mesure du possible. Les rédacteurs assurent la tenue des débats par la variété des sujets et des perceptions.
La revue vise un échange, puisant dans les travaux classiques et avançant vers des thématiques novatrices. Elle attend des propositions de chercheurs confirmés, de jeunes chercheurs et de tout/e autre contributeur/trice qui présenterait des recherches dans le domaine.